# Tây Ngụy Văn Đế
Tây Ngụy Văn Đế (西魏文帝) (507–551), tên húy là Nguyên Bảo Cự (元寶炬), là một hoàng đế của triều đại Tây Ngụy trong lịch sử Trung Quốc. Năm 534, Nguyên Bảo Cự, khi đó là Nam Dương vương, đã theo em họ Hiếu Vũ Đế chạy trốn từ kinh thành Lạc Dương đến Trường An sau khi Hiếu Vũ Đế bất hòa với tướng Cao Hoan. Tuy nhiên, mối quan hệ giữa Hiếu Vũ Đế và tướng Vũ Văn Thái (là người ông ta đang phải dựa vào) cũng đã sớm trở nên xấu đi, và khoảng tết năm 535, Vũ Văn Thái đã hạ độc giết chết Hiếu Vũ Đế, đưa Nguyên Bảo Cự lên ngôi (tức Văn Đế). Đến năm 534, Cao Hoan lập Nguyên Thiện Kiến làm hoàng đế (tức Hiếu Tĩnh Đế), do đó lập ra triều Đông Ngụy, Văn Đế vì thế được coi là hoàng đế đầu tiên của Tây Ngụy, Bắc Ngụy chính thức bị phân chia. Mối quan hệ giữa Văn Đế và Vũ Văn Thái có vẻ là thân mật, song Văn Đế không có nhiều quyền lực trên thực tế.

## Bối cảnh
Nguyên Bảo Cự sinh năm 507. Cha của ông là Kinh Triệu vương Nguyên Du (元愉), Du là con trai của Hiếu Văn Đế và là em trai của Tuyên Vũ Đế (lúc đó đang cai trị). (Một số tư liệu lịch sử cho thấy rằng Lý thị ban đầu mang họ Dương, và chỉ được gọi là Lý thị sau khi Nguyên Du muốn bà là một thành viên của một gia đình danh giá nên đã cho một gia đình quý tộc họ Lý nhận bà làm con nuôi.) Mẹ ông là một thê thiếp của Nguyên Du và mang họ Dương. Nguyên Bảo Cự có ba người anh em khác, có ít nhất một người trong số họ là Nguyên Bảo Nguyệt (元寶月), do Lý thị sinh ra.
Nguyên Du sủng ái Lý thị và có quan hệ nguội lạnh với Vu vương phi, một chị/em gái của Tuyên Vũ Thuận hoàng hậu. Do đó, Vu Hoàng hậu từng triệu Lý thị vào cung và đánh đập bà rất nghiêm trọng, và sau đó buộc bà phải trở thành một ni cô. Chỉ sau khi có sự can thiệp của cha Hoàng hậu là Vu Kính (于勁) thì Lý thị mới được trở về bên Nguyên Du. Trong khi đó, năm 508, Nguyên Du đã bị Tuyên Vũ trừng phạt vì phạm tội tham nhũng. Ông bị đánh 50 roi và bị giáng làm thứ sử Ký Châu (冀州, nay là trung bộ Hà Bắc). Trong giận dữ, Nguyên Du đã nổi loạn tại đô phủ của Ký Châu là Tín Đô (信都, nay thuộc Hành Thủy, Hà Bắc), vu cáo rằng Cao Triệu (高肇, cữu của Tuyên Vũ Đế) đã sát hại hoàng đế và tự xưng đế. Cuộc nổi loạn của Nguyên Du đã nhanh chóng bị thất bại dưới tay tướng Lý Bình (李平), và khi giải Nguyên Du đến Lạc Dương, Cao Triệu đã giết chết Nguyên Du. Lúc này, Lý thị đang mang thai, và bà được phép sinh con trước khi bị giết. Tuyên Vũ Đế đã không xử tử bất kỳ người con trai nào của Nguyên Du, song đặt họ cùng với Nguyên Bảo Cự dưới sự quản thúc tại Tông Chính tự (宗正寺). Giả sử Lý thị và Dương thị là một người, điều này cũng có nghĩa rằng Nguyên Bảo Cự đã lớn lên mà không có cha mẹ. Ông và các huynh đệ của mình vẫn ở tại Tông Chính tự và chỉ được thả sau khi Tuyên Vũ Đế băng hà vào năm 515. Dưới thời trị vì của con trai Tuyên Vũ Đế, tức Hiếu Minh Đế, Hồ Thái hậu đã truy thụy cho Nguyên Du là Lâm Thao vương, và Nguyên Bảo Cự cùng các huynh đệ của mình được tiến hành thời kỳ tang lễ cho phụ mẫu của họ. Nguyên Bảo Nguyệt được thừa kế tước hiệu của cha, còn Nguyên Bảo Cự lúc này không có bất kỳ tước hiệu nào, song ông được phong tướng. Mặc dù Hồ Thái hậu đã phục tước cho Nguyên Du, tuy nhiên Nguyên Bảo Cự đã không gây được ấn tượng với Thái hậu, lý do chủ yếu là bởi các người tình của bà, Nguyên Bảo Cự vì thế đã bí mật cùng với Hiếu Minh Đế âm mưu sát hại những người tình của Hồ Thái hậu. Khi kế hoạch bị bại lộ, ông đã bị tước bỏ chức vụ. Năm 525, ông kết hôn với Ất Phất thị, con gái một gia đình quý tộc không quá danh giá. (Ngụy thư mô tả Nguyên Bảo Cử khi còn trẻ là phù phiếm, nghiện rượu, và dâm loạn, song những mô tả này rất đáng nghi ngờ vì Ngụy thư được Ngụy Thâu viết, mà Ngụy Thâu lại là một quan của Đông Ngụy, tức kình địch của Tây Ngụy.) Năm 528, Hiếu Minh Đế đã phong cho ông tước hầu, và đến năm 530, Hiếu Trang Đế lập ông là Nam Dương vương.
Năm 532, sau một vài năm nội chiến, tướng Cao Hoan đã giành chiến thắng và lập một em họ của Nguyên Bảo Cự là Bình Dương vương Nguyên Tu lên ngôi hoàng đế (tức Hiếu Văn Đế). Hiếu Văn Đế không bằng lòng về việc Cao Hoan nắm quyền kiểm soát quân sự nên đã liên minh với các tướng Vũ Văn Thái và Hạ Bạt Thắng nhằm chống lại quyền kiểm soát của Cao Hoan. Nguyên Bảo Cự phụng sự cho Hiếu Vũ Đế với vai trò là một vị tướng. Năm 534, Hiếu Vũ Đế lập kế hoạch hành động chống lại Cao Hoan, song Cao Hoan đã biết được kế hoạch và đã cho quân tiến về Lạc Dương. Hiếu Vũ Đế quyết định chạy đến lãnh địa của Vũ Văn Thái, và Nguyên Bảo Cự cũng tháp tùng em họ, họ đến Trường An và cuối năm 534. Đi cùng với Hiếu Vũ Đế là Nguyên Minh Nguyệt (元明月, em gái của Bảo Cự), bà có quan hệ loạn luân với Hiếu Vũ Đế. Vũ Văn Thái không chịu đựng được mối quan hệ trái đạo lý của Hiếu Vũ Đế với Nguyên Minh Nguyệt cùng hai người họ hàng khác, và ông ta cuối cùng đã giết chết Nguyên Minh Nguyệt. Hiếu Vũ Đế trở nên giận dữ và mối quan hệ giữa ông ta và Vũ Văn Thái trở nên xấu đi. Khoảng tết năm 535, Vũ Văn Thái hạ độc giết chết Hiếu Vũ Đế.
Ban đầu, Vũ Văn Thái đã sẵn sàng để lập cháu trai của Hiếu Vũ Đế là Quảng Bình vương Nguyên Tán (元贊) làm hoàng đế mới. Tuy nhiên, theo đề nghị của Bộc Dương vương Nguyên Thuận (元順) rằng Nguyên Tán còn quá trẻ, Vũ Văn Thái đã đổi ý và chọn Nguyên Bảo Cự, khi ấy 27 tuổi, lên ngôi hoàng đế (tức Văn Đế). Do Cao Hoan trước đó đã tuyên bố lập Nguyên Thiện Kiến làm hoàng đế, lãnh thổ do Cao Hoan quản lý trở thành nước Đông Ngụy, còn lãnh thổ do Vũ Văn Thái quản lý trở thành Tây Ngụy.

## Trị vì
Vũ Văn Thái trên danh nghĩa làm theo ý của Văn Đế trong hầu hết các vấn đề, song quyền lực thực tế nằm trong tay Vũ Văn Thái. Trong suốt những năm đầu trị vì, có những nghi ngờ về việc liệu Tây Ngụy có thể tồn tại được hay không, do Đông Ngụy khi đó là một nhà nước lớn mạnh hơn nhiều, và Cao Hoan đã nhiều lần tiến hành chinh phạt Tây Ngụy. Tuy nhiên, với tài năng của Vũ Văn Thái cùng các tướng khác, Tây Ngụy đã có thể chống chịu được các cuộc tấn công của Cao Hoan.
Năm 535, Văn Đế truy thụy cho cha là Văn Cảnh Hoàng đế, và truy thụy cho Dương thị là Hoàng hậu. Ông lập chính thất làm hoàng hậu (Ất Phất hoàng hậu) và lập con trai của bà là Nguyên Khâm làm thái tử. Cuộc hôn nhân của ông với Ất Phất Hoàng hậu được thuật lại là đã diễn ra hạnh phúc, bà là người có đức hạnh và xinh đẹp, và Văn Đế rất tôn trọng bà. Hoàng hậu sinh cho ông 12 người con, song chỉ có Nguyên Khâm và Vũ Đô vương Nguyên Mậu (元戊) là còn sống đến tuổi trưởng thành.
Năm 538, Tây Ngụy bị đe dọa bởi cuộc tấn công của Nhu Nhiên, Vũ Văn Thái ban đầu đã cố gắng để làm giảm bớt căng thẳng bằng cách gả con gái của một thành viên trong hoàng tộc cho Uất Cửu Lư Tháp Hàn (郁久閭塔寒), em trai Sắc Liên Đầu Binh Đậu Phạt khả hãn Uất Cửu Lư A Na Côi của Nhu Nhiên, song sau đó lại cho rằng điều này vẫn chưa đủ, Vũ Văn Thái đã yêu cầu Văn Đế ly dị Ất Phất Hoàng hậu và lấy con gái của Uất Cử Lư A Na Côi. Văn Đế đồng ý, ông ly hôn với Ất Phất Hoàng hậu và bà trở thành một ni cô. Văn Đế sau đó kết hôn với con gái của khả hãn Nhu Nhiên và lập bà làm hoàng hậu. Điều này đã đem đến hòa bình với Nhu Nhiên trong một thời gian.
Cũng trong năm 538, Tây Ngụy tạm thời kiểm soát cố đô Lạc Dương của Bắc Ngụy, khi Lạc Dương bị tấn công, Văn Đế (muốn đến thăm lăng mộ tổ tiên tại Lạc Dương) và Vũ Văn Thái đã dẫn quân củng cố phòng thủ của Lạc Dương, để quan Chu Huệ Đạt (周惠達) và Thái tử ở lại Trường An. Tuy nhiên, khi giao chiến, Văn Đế cuối cùng lại bị mắc kẹt tại Hằng Nông (恆農, nay thuộc Tam Môn Hiệp, Hà Nam). Trong lúc đó, Trường An bị quân nổi loạn chiếm (quân nổi loạn là những cựu binh Đông Ngụy bị Tây Ngụy bắt giữ được trước đó) nên Chu Huệ Đạt và Thái tử cũng phải chạy trốn. Vũ Văn Thái cuối cùng đã có thể ngưng chiến sau khi từ bỏ Lạc Dương, ông đã đè bẹp cuộc nổi loạn, cho phép Văn Đế và Thái tử trở lại Trường An.
Mặc dù Ất Phất Hoàng hậu đã bị phế truất và trở thành một ni cô, Uất Cửu Lư Hoàng hậu vẫn không hài lòng về sự hiện diện của bà ở trong kinh thành. Do dó, năm 540, Văn Đế đã lệnh cho Nguyên Mậu nhậm chức thứ sử Tần Châu (秦州, nay gần tương ứng với Thiên Thủy, Cam Túc), và buộc phế hậu đi cùng con trai đến Tần Châu. Tuy nhiên, do vẫn hi vọng một ngày nào đó sẽ đón bà vào cung, ông đã bí mật bảo bà hãy giữ lại tóc thay vì cạo đi như những ni cô khác. Tuy nhiên, vào lúc này, Nhu Nhiên đã tiến hành một cuộc tấn công lớn vào Tây Ngụy, và nhiều bá quan nghĩ rằng cuộc tấn công nhân danh Uất Cửu Lư Hoàng hậu. Văn Đế đã buộc phải lệnh cho Uất Cửu Lư Hoàng hậu tự vẫn. Ngay sau đó, Uất Cửu Lư Hoàng hậu đã qua đời trong lúc sinh.
Năm 548, Vũ Văn Thái và Nguyên Khâm đang đi kinh lý các châu khi Văn Đế lâm bệnh, và khi họ hay tin, Vũ Văn Thái đã nhanh chóng trở về Lạc Dương, song Văn Đế đã phục hồi khi họ trở về.
Năm 549, Văn Đế ban hành một chiếu chỉ (có thể là theo yêu cầu của Vũ Văn Thái), lệnh rằng các những họ của người Tiên Ti đã cải sang họ Hán dưới thời Hiếu Văn Đế trị vì sẽ phải trở lại họ Tiên Ti gốc.
Năm 550, con trai của Cao Hoan là Cao Dương đã buộc Đông Ngụy Hiếu Tĩnh Đế phải nhường ngôi cho ông ta, chấm dứt triều đại Đông Ngụy và mở ra triều đại Bắc Tề. Văn Đế do đó trở thành người duy nhất tuyên bố là kế thừa ngai vàng Bắc Ngụy. Vũ Văn Thái tuyên bố Bắc Tề là một nhà nước nổi loạn và đã mở một chiến dịch tấn công lớn, song Cao Dương đã chỉ huy một đội quân lớn chống lại cuộc tấn công, và Tây Ngụy không những không đạt được gì mà còn để mất một số châu cho Bắc Tề.
Năm 551, Văn Đế qua đời và được tổ chức tang lễ theo nghi lễ dành cho hoàng đế cùng với Uất Cửu Lư Hoàng hậu, mặc dù cuối cùng Ất Phất Hoàng hậu được cải táng chôn cùng ông. (Không rõ bà đã được phục vị hoàng hậu hay chưa.) Nguyên Khâm lên kế vị (tức Phế Đế).

## Thông tin cá nhân
- Cha: Kinh Triệu vương Nguyên Du (元愉)
- Mẹ: Dương thị
- Phối ngẫu:
  - Ất Phất hoàng hậu
  - Uất Cửu Lư hoàng hậu
- Hậu duệ:
  - Con trai:
    - Phế Đế Nguyên Khâm (元欽)
    - Tấn vương Nguyên Cẩn (元謹)
    - Vũ Đô vương Nguyên Mậu (元戊)
    - Cung Đế Nguyên Khuếch (拓跋廓)
    - Lương vương Nguyên Kiệm (元儉)
    - Triệu vương Nguyên Ninh (元寧)
    - Yên vương Nguyên Nho (元儒)
    - Ngô vương Nguyên Công (元公)
    - Nghi Đô vương Nguyên Thức (元式)

  - Con gái:
    - An Lạc công chúa, lấy Vương Bật (王弼)
    - Nghĩa Dương công chúa, lấy Đậu Chiếu (竇照)
    - Tấn An công chúa, lấy Vũ Văn Giác (宇文覺)
    - Kim Minh công chúa, lấy Uất Trì Huýnh (尉遲迥)
    - công chúa, lấy Vũ Văn Chấn (宇文震)